# Трансферне цене
Трансферне цене су цене које се примењују у тзв. интра-фирм трговини. То је робна размена између матичне компаније и њене филијале или између две филијале исте компаније. Те цене су ниске и по правилу ослобођене екстремних утицаја тржишних осцилација. 
Глобалне компаније често манипулишу укупним оствареним профитом користећи трансферне цене. Оне га пребацују у земљу у којима имају филијалу а у којој је пореска стопа нижа него у земљи у којој је створен. Такође користе трансферне цене за остваривање конкурентске позиције на тржишту.